# Иман (танкер)
«Иман», СМТ «Иман» — средний морской танкер проекта 6404 Черноморского флота ВМФ СССР и Черноморского флота ВМФ России. Входил в состав  9-й бригады судов обеспечения ЧФ.

## ТТД
- Водоизмещение: 2040 (6440) тонн.
- Размеры: длина - 105,4 м, ширина - 14,8 м, осадка - 6,2 м.
- Скорость полного хода: 14 узлов.
- Дальность плавания: 4000 миль (14 уз)
- Автономность: 20 суток
- Силовая установка: дизельная, одни дизель Burmeister & Wain, 1 винт, 2900 л.с.
- Грузоподъемность: топливный бункер на 1500 тонн, 500 тонн дизтоплива, 150 тонн смазочного масла, 500 тонн воды, 50 тонн продовольствия
- Экипаж: 40[1][неавторитетный источник], 52 чел[2].
- Радио-электронное вооружение: НРЛС "Донец-2", радиопеленгатор SFP4/N PLATH.

## Служба
Средний морской танкер "Иман"  проекта 6404 был спущен на воду 3.06.1966 году на судоверфи "Репола" в финском городе Раума (заводской №155), вступил в строй 3.09.1966 года и в том же году прибыл в Севастополь.
Выполнял задачи обеспечения в Средиземном море в переменном составе 5-й Средиземноморской эскадры кораблей ВМФ. С 1973 года входил в состав 9-й бригады судов обеспечения ЧФ. IMO: 6617427.
За свою службу это судно более 50 раз выходило за пределы Черного моря и прошло более 240 000 миль, посетило десятки иностранных портов Европы, Азии и Африки. Танкер 36 раз выходил на боевую службу в Средиземное море, Индийский и Атлантический океаны. .
В 1984 году провёл 4 месяца при обеспечения тральных сил ВМФ СССР, разминировавших подходы к Суэцкому каналу в Красном море.
В 1990-м году  его служба проходила в условиях боевых действий эфиопо-эритрейского конфликта. Бывал под ударами реактивных снарядов, корпус судна получал гидродинамические удары, а палубу посыпали осколки снарядов эритрейских сепаратистов. Избежать обстрела было невозможно, так как повстанцы с полуострова Буре, контролировали узкий и извилистый, со скалами и подводными рифами пролив, ведущий к эфиопскому острову Дахлак, на котором находилась советская база и военные специалисты с семьями. Требовалось в срочном порядке эвакуировать советских граждан. СМТ "Иман", капитан Владимир Абраменко, с задачей справился, вывезя в порт Асэб 38 человек. Затем в течение 2 месяцев танкер производил пополнение топливом советского ПМТО на Дахлаке под обстрелами.
В 2008 году участвовал обеспечении флота в войне в Грузии.
В 2009 году заправлял топливом, водой корабли и суда трёх флотов: Северного, Балтийского и Черноморского, передавали на них продовольствие: БПК «Адмирал Левченко», СКР «Неустрашимый», спасательные буксиры «Николай Чикер», «Шахтер», плавмастерская ПМ-56.
После переформирования  9-й бригады судов обеспечения судно входит в состав 2-й группы 205-го отряда управления вспомогательного флота с базированием на Севастополь.
В 2015 году за четыре месяца похода «Иман» прошёл 7 500 морских миль за 60 ходовых суток, провел 41 заправку кораблей и судов: флагман ЧФ ГРКР «Москва» и РКВП «Самум», БПК «Вице-адмирал Кулаков» Северного флота.
В 2016 году прошёл ремонт на Севастопольском морском заводе.

## Командиры
- капитан В. С. Абраменко;
- капитан 2-го ранга запаса Ш. Джафаров;
- капитан 2-го ранга запаса Олега Клёмин.
- капитан Волынский Виктор Леонидович;
- капитан Владимир Абраменко;
- капитан Анатолий Салько
- капитан Павел Пузиков
- капитан 1-го ранга запаса Александр Головин[2].